# Manuel Ascencio Padilla
Manuel Ascencio Padilla (26 de setembro de 1774 - 14 de setembro de 1816) foi um militar do Alto Peru que lutou ao lado de sua esposa Juana Azurduy nas guerras de independência da Bolívia. A cidade boliviana de Padilla foi nomeada em sua homenagem.